# Świeży materiał
Świeży materiał – jedyny album polskiego producenta muzycznego Waco. Wydawnictwo ukazało się 29 czerwca 2001 roku nakładem wytwórni muzycznej Prosto, w dystrybucji BMG Poland.  
Nagrania dotarły do 16. miejsca zestawienia OLiS.
Pochodzący z albumu utwór pt. „Tak to wygląda” znalazł się na 69. miejscu listy „120 najważniejszych polskich utworów hip-hopowych” według serwisu T-Mobile Music.

## Lista utworów
Opracowano na podstawie materiału źródłowego.
1. „Intro” – 1:45
2. „W imię czego”, gościnnie: Zipera – 3:39
3. „Graffiti”, gościnnie: Deluks (scratch: DJ Cent & DJ Deszczu Strugi)– 3:56
4. „Wskaż co chcesz”, gościnnie: Incydent – 2:33
5. „Beztrosko?”, gościnnie: JWP (scratch: DJ DFC) – 3:44
6. „Prawdziwe wartości”, gościnnie: Grammatik – 2:49
7. „Determinacja”, gościnnie: Mor W.A. – 4:57
8. „Póki co”, gościnnie: Jaźwa, Felipe – 2:29
9. „Czas dokonać wyboru”, gościnnie: Hemp Gru, Molesta Ewenement – 3:32
10. „Skity JF” – 0:47
11. „Niezliczona ilość dni”, gościnnie: 1z2 – 3:35
12. „Tak to wygląda”, gościnnie: WWO (scratch: DJ DFC) – 3:23
13. „Jeden strzał”, gościnnie: Onar – 3:37
14. „Ukryte zwierzę”, gościnnie: WSZ & CNE – 3:09
15. „Przyjdź na chwilę”, gościnnie: Dizkret, Pezet – 3:15
16. „Outro” – 1:25